# Come ali hanno le scarpe
Come ali hanno le scarpe è una commedia scritta da Alberto Perrini nel 1959. È stata rappresentata anche all'estero.

## Trama
L'erede in frac, un uomo perfido, vorrebbe per sé Semiramide, Midi, ragazza del Luna Park; ma Midi è innamorata di Nino, elettricista. L'erede in frac, forse il diavolo in persona, ricorre ad ogni mezzo per conquistare la fanciulla ed eliminare  il rivale. Novelli promessi sposi, Mida e Nino incappano in una serie di peripezie, perseguitati non solo dai bravi dell'Erede in frac, ma dalla polizia e da strani personaggi. Ne capitano di tutti i colori, finché non sopraggiungono i clown, sorta di buffi angeli custodi, che assicurano il lieto fine.